# エイモス・チュツオーラ
エイモス・チュツオーラ（Amos Tutuola, 1920年6月20日 - 1997年6月8日）は、ナイジェリアの小説家。『やし酒飲み』などヨルバ人の伝承に基づいた、アフリカ的マジックリアリズムと言われる著作で知られる。

## 生涯
チュツオーラはナイジェリアのアベオクタにおいて、ヨルバ人の両親チャールズとエスターの元で生まれる。両親はともにココア園の農夫でありキリスト教徒だった。
7歳の時イボ人のF.O. Monuの使用人になり、給料の代わりとして10歳から救世軍の小学校へ行き、12歳でアベオクタのアングリカン中央学校へ入学。
1934年にMonuの転勤に伴ってラゴスへ移り、ラゴス高等学校に通うが、1936年にアベオクタの救世軍学校に戻る。
1939年父親の死に伴い学校を辞める。このためチュツオーラの教育は僅か6年間の短いものだった。
学費の捻出が果たせなかったため鍛冶屋の技術を身に付け、1942年から1945年までナイジェリアのイギリス空軍で働く。ビルマでの後方勤務なども経て、第二次世界大戦終戦とともに職を失い、パン売り、ナイジェリア労働省のメッセンジャーなど、多くの職に就いた。
1946年に仕事の合間を利用してほんの数日で『やし酒飲み』を書き上げ、出版社に持ち込むが断られ、代わりに紹介されたロンドンのFaber and Faberから1952年に出版され西欧の文学界で注目される。
1947年ヴィクトリオ・アラケと結婚し、4人の息子と4人の娘をもうけた。
最初の3冊で国際的に有名となり、1956年ナイジェリア放送協会に就職する。
1957年イバダン大学のコリンズ教授とともに『やし酒飲み』の劇作化の作業を行うため、西ナイジェリアのイバダン支局長に移り、劇は1958年に完成。1962年にイバンダ大学、ガーナ大学などで上演された。この間、作家・出版者の団体ムバリ・クラブ（Mbari Club）の設立委員も勤めている。
1976年ナイジェリア放送協会を退職し商売に転じる。1979年イレ＝イフェ（Ile-Ife）のイフェ大学（現オバフェミ・ アウォロウォ大学）から招かれて客員作家となり、客員研究奨学金制度を開いた。1981年14年ぶりの長編小説『薬草まじない』を発表。1983年アイオワ大学で国際創作プログラムの準会員となる。退職後イバダン、Ago-Odoの両方で暮らした。1997年高血圧と糖尿病により77歳で死去、ナイジェリアでは国民的英雄の死として大きく報じられた。

## 作品
正規の教育を受けた期間は短かったかにもかかわらず、チュツオーラは小説を英語で書いた。チュツオーラの代表作である『やし酒飲み』は1946年に書かれ、1952年にロンドンで出版された。詩人ディラン・トーマスに「簡潔、凝縮、不気味かつ魅力的」と評価され、広く世間の注目を浴びた。1953年にはレーモン・クノーのフランス語訳（『L'Ivrogne dans la brousse』）がパリで出版された。イングランドとアメリカ合衆国での絶賛にかかわらず、チュツオーラの母国ナイジェリアでは厳しい批判を受けた。その批判の一部はチュツオーラの使う「怪しい英語」とプリミティヴなスタイルが、「アフリカの後進性」という西洋の固定観念を促進すると思われたからだった。この文体・言語は、ポール・ボノハンは「学校英語と官庁用語と西アフリカ・ピジン言語の合成」と評しており、モララ・オグンディペは「ヨルバ語の言語構造と文語的慣例を彼独創の英語散文に組み入れて行った」としている。『やし酒飲み』に続いて、1954年に『ブッシュ・オブ・ゴースツ』も発表。この作品にインスパイアされた実験音楽家ブライアン・イーノは、1981年に『My Life in the Bush of Ghosts』を制作した。チュツオーラはその後も、ヨルバ人の伝統や伝承に基づいた本を発表し続けた。しかし、『やし酒飲み』以上の成功を得ることはできなかった。チュツオーラの書簡や自筆の手稿がテキサス大学オースティン校のハリー・ランソム・ ヒューマニティーズ・リサーチ・センターにコレクションされた。

### 代表作
- やし酒飲み（The Palm-Wine Drinkard, 1946年、出版1952年） - 日本語訳：土屋哲（『やし酒飲み』晶文社、1970年/『世界文学全集1-8 アフリカの日々/やし酒飲み』河出書房新社/『やし酒飲み』岩波文庫赤801-1、2012年）
- ブッシュ・オブ・ゴースツ（My Life in the Bush of Ghosts, 1954年） - 日本語訳：：橋本福夫（筑摩書房）
- Simbi and the Satyr of the Dark Jungle（1955年）
- The Brave African Huntress（1958年）
- The Feather Woman of the Jungle（1962年）
- Ajaiyi and his Inherited Poverty（1967年）
- 薬草まじない（The Witch-Herbalist of the Remote Town, 1981年） - 日本語訳：土屋哲（晶文社）
- 妖怪の森の狩人（The Wile Hunter in the Bush of Ghosts, 1982年） - 日本語訳：樋口裕一（トレヴィル）
- Yoruba Folktales（1986年）
- 文無し男と絶叫女と罵り男の物語（Pauper, Brawler and Slanderer, 1987年） - 日本語訳：椎名正博、樋口裕一（トレヴィル）
- 甲羅男にカブト虫女（The Village Witch Doctor and Other Stories, 1990年） - 日本語訳：鴻巣友季子（筑摩書房）

## 注
1. ↑  参考文献4